# Jörg-Michael Schlegel
Jörg-Michael Schlegel (* 28. März 1972 in Gera) ist ein deutscher Musiker.

## Werdegang
Schlegel studierte von 1992 bis 1999 Orchestermusik im Hauptfach Tuba an der Musikhochschule in Dresden bei Klaus Schweter und Hans-Werner Liemen (beide Staatskapelle Dresden) sowie in der Meisterklasse von Mel Culbertson in Bordeaux und Perpignan (F). Von 1995 bis 1997 war er parallel auch Student an der Hochschule für Kirchenmusik in Dresden (Chorleitung: Christfried Brödel / Orgel: Marianne von Einsiedel / Gesang: Reinhart Gröschel). Von 1995 bis 1999 war er Substitut der Sächsischen Staatskapelle Dresden. Beim Absolventenkonzert 1998 spielte er in der Semperoper Dresden das Konzert für Basstuba und Orchester von Ralph Vaughan Williams. (zugleich das erste Solotuba-Orchester-Konzert in der Semperoper) Von 1995 bis 2000 war er Stipendiat des Evangelischen Studienwerkes Villigst. Nach dem Studium war er als Kammer- und Orchestermusiker freischaffend tätig. Seit 2001 ist er Landesposaunenwart der Sächsischen Posaunenmission e.V.

## Werk und Arbeit
Zu den Aufgaben als Landesposaunenwart gehören Chorbesuche im Bereich Leipzig-Chemnitz, die Organisation und Durchführung von Lehrgängen, Seminaren und Freizeiten, die kirchenmusikalische D-Ausbildung für Posaunenchorleiter, die Herausgabe von Arbeitsmaterialien, Notenausgaben und Tonträgern und die Planung von größeren Bläserfesten, wie dem Landesposaunenfest.
Darüber hinaus gehört die Leitung von Bläserensembles, wie der Bläsergilde, des Leipziger Bläserkreises, des Rochlitzer Bläserkreises und des Landesjugendposaunenchores zu den Aufgaben.

## Deutscher Evangelischer Posaunentag
Als stellvertretender Projektleiter war Schlegel maßgeblich an der Planung und Durchführung des ersten Deutschen Evangelischen Posaunentages (DEPT) „ohrenblickmal“ in 2008 in Leipzig beteiligt. Beim Schlussgottesdienst im Zentralstadion (jetzt Red-Bull-Arena) leitete er zusammen mit LPW Siegfried Mehlhorn den großen Bläserchor mit 15.761 Musikern, was zugleich als „largest brass band“ in das Guinness-Buch der Rekorde aufgenommen wurde.
Beim zweiten DEPT „Luft nach oben“ 2016 in Dresden war Schlegel Geschäftsführer der Durchführungsgesellschaft und hatte die Gesamtleitung in Planung, Organisation und Durchführung inne, was ihn den Spitznamen „Mr. DEPT“ einbrachte. Zum Abschlussgottesdienst im Stadion musizierten unter seiner Leitung ca. 17.500 Musiker, also mehr als zum Guinness-Rekord 2008.
Beim dritten DEPT „mittenmang“ in Hamburg 2024 war Schlegel in mehreren Planungsausschüssen beteiligt und verantwortete die Serenade auf der Jan-Fedder-Promenade am Hamburger Hafen. Mit seinem Kollegen LPW Tilman Peter leitete er den großen Chor.

## Veröffentlichungen (Auswahl)
- Martins- und Laternenlieder 2001
- Materialsammlung „Einblasen im Posaunenchor“ 2002
- Wachet auf 2002 (SPM)
- Folgen 2003
- Querbeet 2005
- Tiefes Blech 2006 (Strube Verlag)
- Gott danken ist Freude – Band II 2007
- Gloria 2008 2007 (Strube Verlag)
- Singt von Hoffnung 2008
- Tutti – 2010
- Hohes Blech 2010 (Strube Verlag)
- Gott danken ist Freude – Band III 2014
- Gloria 2016 2015 (Strube Verlag)
- Bläserheft zum Martinstag 2017
- Crescendo - die Posaunenchorschule 2018
- Alles, was Odem hat (Bläser und Sänger) 2019 (Strube Verlag)
- Gott danken ist Freude – Band IV 2021
- 125 Jahre Sächsische Posaunenmission: eine Chronik 2022
- Gloria 2024 2023 (Strube Verlag)
- Jauchzet dem Herrn, alle Welt (Bläser und Orgel) 2025 (Strube Verlag)

## Diskographie (Auswahl)
- CD „Wachet auf“ 2002
- CD „Querbeet“ 2004
- CD „Gott danken ist Freude“ – Band II 2006
- CD „Gott danken ist Freude“ – Band III 2013
- CD „Gott danken ist Freude“ – Band IV 2021